# Bisdom Raleigh
Het bisdom Raleigh (Latijn: Dioecesis Raleighiensis) is een rooms-katholiek bisdom met als zetel Raleigh, hoofdstad van de Amerikaanse staat North Carolina. Het bisdom is suffragaan aan het aartsbisdom Atlanta. 

## Geschiedenis
Het bisdom werd opgericht op 3 maart 1868, als het apostolisch vicariaat North Carolina, uit delen van het bisdom Charleston. Op 12 december 1924 werd het verheven tot bisdom met de naam bisdom Raleigh en was suffragaan aan het aartsbisdom Baltimore. Op 10 februari 1962 veranderde het van kerkprovincie en werd suffragaan aan het aartsbisdom Atlanta. 
Op 8 juni 1910 verloor het gebied bij de oprichting van de territoriale abdij Belmont-Mary Help of Christians. In 1944 en 1960 kreeg het een deel van dit gebied terug. Op 12 november 1971 verloor het gebied bij de oprichting van het bisdom Charlotte. 

## Parochies
Het bisdom had in 2022 een oppervlakte van 82.556 km2 en telde 5.200.345 inwoners waarvan 4,5% rooms-katholiek was.

## Ordinarii

### Apostolisch vicarissen
- James Gibbons (3 maart 1868 - 29 mei 1877)
- Mark Stanislaus Gross (24 februari 1880 - 10 oktober 1880)
- Henry Pinckney Northrop (16 september 1881 - 4 februari 1888)
- Leo Michael Haid (4 februari 1888 - 24 juli 1924)

### Bisschoppen
- Michael Joseph Curley (apostolisch administrator: 12 december 1924 - 1 juli 1925)

- William Joseph Hafey (6 april 1925 - 22 september 1937)
- Eugene Joseph McGuinness (13 oktober 1937 - 11 november 1944)
- Vincent Stanislaus Waters (10 maart 1945 - 3 december 1974)
  - James Johnston Navagh (hulpbisschop: 29 juli 1952 - 2 mei 1957)
  - Charles Borromeo McLaughlin (hulpbisschop: 13 januari 1964 - 2 mei 1968)
  - George Edward Lynch (hulpbisschop: 20 oktober 1969 - 16 april 1985)
- Francis Joseph Gossman (8 april 1975 - 8 juni 2006)
- Michael Francis Burbidge (8 juni 2006 - 4 oktober 2016)
- Luis Rafael Zarama Pasqualetto (5 juli 2017 - heden)

## Galerij van afbeeldingen

Wapen van het bisdom
Voormalig wapen van het apostolisch vicariaat
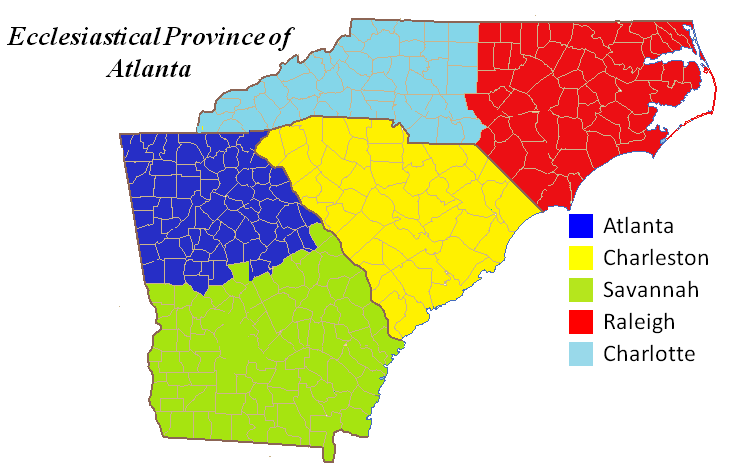
Kerkprovincie met aartsbisdom en suffragane bisdommen
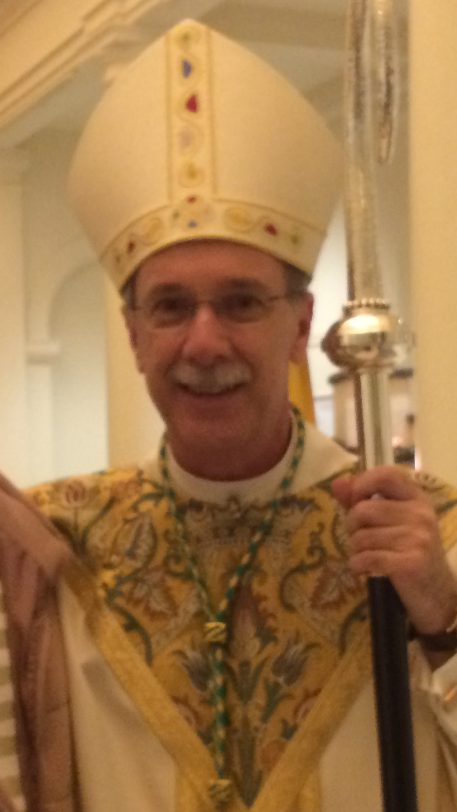
Bisschop Luis Rafael Zarama Pasqualetto (2017-heden)

Atlanta (aartsbisdom) · Charleston · Charlotte · Raleigh · Savannah